# Tom Oreb
Tom Oreb est un scénariste et animateur américain ayant travaillé dans le monde de l'animation pour les studios Disney à partir des années 1940.

## Filmographie
- 1945 : Patrouille canine, scénario
- 1946 : La Boîte à musique, scénario
- 1947 : Coquin de printemps, scénario
- 1951 : Alice au pays des merveilles, scénario
- 1953 : Les Instruments de musique, conception des personnages
- 1956 : Destination Earth de Carl Urbano, chef décorateur
- 1958 : Paul Bunyan, conception des personnages
- 1959 : La Belle au bois dormant, conception des personnages
- 1961 : Les 101 Dalmatiens, conception des personnages